# Pseudocolus garciae
Pseudocolus garciae är en svampart som först beskrevs av Möller, och fick sitt nu gällande namn av Lloyd 1895. Pseudocolus garciae ingår i släktet Pseudocolus och familjen stinksvampar.   Inga underarter finns listade i Catalogue of Life.